# Tichon Jakovlevič Kiselëv
Tichon Jakovlevič Kiselëv (in russo Тихон Яковлевич Киселёв?, in bielorusso Ціхан Якаўлевіч Кісялёў?, Cichan Jakaŭlevič Kisjalëŭ; 30 luglio 1917 – Minsk, 11 gennaio 1983) è stato un politico sovietico di nazionalità bielorussa.

## Biografia
È stato Presidente del Consiglio dei Ministri della Repubblica Socialista Sovietica Bielorussa dall'aprile 1959 al dicembre 1978.
Dal dicembre 1978 all'ottobre 1980 è stato Vice-Presidente del Consiglio dei Ministri dell'URSS con Aleksej Kosygin Presidente.
Inoltre è stato Primo Segretario del Partito Comunista di Bielorussia, in carica dall'ottobre 1980 al gennaio 1983. In questo ruolo è stato preceduto da Pëtr Mašerov e succeduto da Nikolaj Sljun'kov.
È stato membro del 22°, 23°, 24°, 25° e 26° Comitato Centrale del Partito Comunista dell'Unione Sovietica, quindi dall'ottobre 1961 al gennaio 1983.